# Ictiossauro
Os Ichthyosauria (do latim científico Ichthyosauria) constituem uma ordem de répteis marinhos extintos que teriam surgido no início do Triássico Inferior (paleotriássico), extinguindo-se um pouco antes da extinção dos dinossauros, no início do Cretácico superior (neocretássico). Os Ichthyosauria teriam hipoteticamente atingindo o pico de desenvolvimento durante o Jurássico e após o seu desaparecimento foram, teoricamente, substituídos pelos plesiossauros e pelos pliossauros já aí existentes. O primeiro esqueleto completo de um Ichthyosauria foi descoberto em 1811 no sul de Inglaterra por Mary Anning.
Os Ichthyosauria mediam entre 2 e 3 metros de comprimento (embora alguns chegassem a atingir 15 m), tinham um focinho longo e afilado, além de barbatanas caudais e dorsais, semelhantes às de peixes e golfinhos. Apesar disto, estes animais eram répteis, e as semelhanças resultam de evolução convergente de estruturas análogas. Os Ichthyosauria eram animais carnívoros e alimentavam-se preferencialmente de cefalópodes mesozóicos como as belemnites e amonites. O estudo da anatomia do olho destes animais sugere que alguns géneros de Ichthyosauria, nomeadamente o Ophthalmosaurus, possam ter sido mergulhadores de profundidade, como o cachalote hoje em dia. São bastante parecidos com os golfinhos, mas não possuem ligações com estes, que são mamíferos. Provavelmente foram répteis que voltaram à água. Eram ovovivíparos e tal como os golfinhos os seus filhos nasciam de cauda. Tinham um corpo extremamente aquadinâmico
Os primeiros Ichthyosauria surgiram no início do período Triássico e lembravam mais lagartos com nadadeiras do que golfinhos ou peixes. Estes proto-Ichthyosauria muito primitivos, agora classificados como ictiopterigios ao invés de Ichthyosauria deram origem aos verdadeiros Ichthyosauria algum momento no final do Triássico inferior ou início Triássico Médio. Como os dinossauros, Ichthyosauria e seus contemporâneos plesiossauros sobreviveram ao evento de extinção do final do Triássico, e logo diversificaram-se para preencher os nichos ecológicos vagos do Jurássico Inferior.
Durante o Jurássico Inferior, houve um aumento na diversidade de Ichthyosauria, com representantes de quatro famílias e uma variedade de espécies que variavam entre um a dez metros de comprimento. Os gêneros incluem Eurhinosaurus, Ichthyosaurus, Leptonectes, Stenopterygius, e o grande predador Temnodontosaurus, juntamente com o primitivo Suevoleviathan, que pouco mudou desde os seus antepassados parecidos com lagartos com nadadeiras. Todos estes animais foram hidrodinâmicos, com formas de golfinhos, mas os animais mais primitivos eram longos, talvez mais do que avançados e compactos Stenopterygius e Ichthyosaurus.
Os Ichthyosauria ainda eram comuns no Jurássico Médio, mas já tinham reduzido a sua diversidade. Todos pertenciam a um único clado, Ophthalmosauria. Eles eram representado pelo Ophthalmosaurus, com 4 metros de comprimento, e gêneros afins, muito semelhantes aos Ichthyosaurus, e tinha conseguido uma forma de "gota de lágrima" perfeitamente hidrodinâmica. Ophthalmosaurus possuía olhos grandes, e é provável que estes animais caçavam em águas turvas e profundas.
A diversidade dos Ichthyosauria parece ter diminuído mais no Cretáceo. Apenas três gêneros conhecidos do Cretáceo, Caypullisaurus, Maiaspondylus e Platypterygius, embora eles tivessem uma distribuição global; Sabe-se que houve pouca diversidade de espécies. O último tipo de Ichthyosauria foram extintos vítimas de evento de extinção de metade do Cretáceo (Cenomaniano-Turoniano, há cerca de 93 milhões de anos) (como aconteceu com alguns dos gigantes pliossauros), embora ironicamente animais menos eficazes hidrodinamicamente como mosassauros e plesiossauros e floresceram. Acredita-se que os Ichthyosauria foram vítimas de sua própria super-especialização, e não foram capazes de manter o ritmo com a natação rápida e de alta evasidade dos novos peixes teleósteos que foram se tornando dominantes no momento, e estratégias como a emboscada de aguardar e esperar dos mosassauros serem superiores.
Estudos recentes, no entanto, mostram que os Ichthyosauria eram na verdade muito mais diversificados no Cretáceo do que se pensava anteriormente. Sua extinção foi mais abrupta do que um longo declínio, relacionado às mudanças climáticas da metade do período Cretáceo.